# Capsule Soup
Capsule Soup è il terzo album dei The Mad Capsule Markets. È un EP composto da 6 canzoni. In questo lavoro ci sono i primi esperimenti con i campionamenti che caratterizzeranno in seguito il sound del gruppo.

## Tracce
1. Bach Sleeps – 1:59
2. Serufu Kontorooru (セルフコントロール, Self Control) – 3:01
3. G.M.J.P. – 4:22
4. Kanojo no Knife (彼女のナイフ, Her Knife) – 3:21
5. Marmotto (モルモット, Guinea Pig) – 3:11
6. Jesus is Dead – 4:52